# Tromba d'aria

Segnale di rischio di tornado secondo la norma internazionale ISO 7010

La tromba d'aria, o tornado (plur. invariabile o tornadi), è in meteorologia un fenomeno collocato nella microscala, la parte visibile si manifesta come una nube a imbuto con la condensazione dell'aria inoltre pende dalla base di un cumulonembo senza necessariamente arrivare al suolo, fisicamente è una colonna d'aria ascensionale e in rapida rotazione partendo dal terreno, in grado di provocare danno al suolo o sollevare materiale di qualsiasi natura (polvere o detriti). In mancanza di questi due requisiti il fenomeno viene declassato nel termine più generico di nube a imbuto o "funnel cloud".
Nelle categorie superiori della scala Fujita possono radere al suolo costruzioni in muratura con venti a 470 km/h, asportare il manto stradale e seguire un percorso che può raggiungere i 350 km di lunghezza.  Possono dissipare un'energia stimabile in 500 TJ e presentare al suolo un cedimento pressorio di 100 hPa con valori minimi assoluti di 832. Tipicamente si presentano nei temporali a supercella o "squall line" e più raramente si possono moltiplicare nelle cosiddette "famiglie di tornado" (tornado outbreak).

## Descrizione

### Anatomia e fluidodinamica

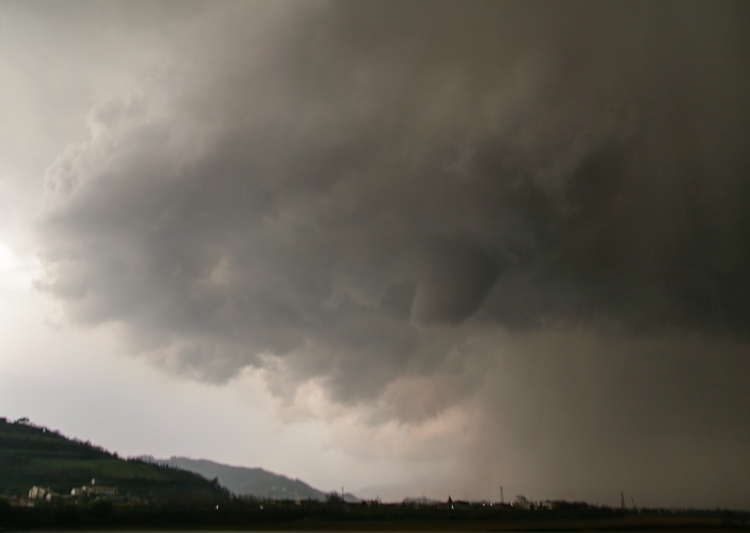
Tornado a tronco di cono di Zermeghedo (VI) 19/03/09 (EF1).

La tromba d'aria si presenta con la condensazione dell'aria come un "imbuto" che si protende dalla base di un cumulonembo, la forma viene plasmata dall'umidità atmosferica e dal raffreddamento adiabatico dovuto al calo di pressione per effetto della forza centrifuga. Questo effetto viene sovrapposto al calo di pressione che si ottiene salendo di quota fornendo così la classica forma conica, ma a seconda dell'umidità atmosferica la condensazione può essere parziale e non arrivare al suolo sebbene la circolazione sia comunque presente (Tornado-funnel/Dust whirl stage), la forma può essere affusolata, tozza o troncata indipendentemente dall'intensità del fenomeno. Oltre a mostrare segni di rotazione si presenta con una certa durata e in determinati settori del sistema temporalesco descritti nel processo di formazione in mesoscala. Dal punto di vista nefologico tende a presentarsi con superfici compatte e omogenee conseguenza di un raffreddamento adiabatico repentino durante l'ascesa delle masse d'aria. Pannus o nubi accessorie di altro genere si presentano al contrario frastagliate o a brandelli dove il processo di condensazione avviene più lentamente, inoltre a seconda dell'umidità atmosferica queste formazioni accessorie così come la nube a parete, potrebbero estendersi verso il basso fino a "radere" il suolo senza provocare alcun danno. La tromba d'aria che si verifica sulla terraferma solleva una grande quantità di polvere e detriti che accompagna il suo moto sino alla dissipazione, la documentazione fotografica di danni o di una nube di polvere al suolo costituiscono le uniche prove per una corretta classificazione. Nella fase di "Rope" si presenta con una forma sinuosa che si assottiglia progressivamente con il dissolvimento. L'estensione verticale può raggiungere i 1000 metri fino alla base del cumulonembo (il "livello di condensazione forzata"), inoltre a seconda dei danni riscontrati in superficie il diametro può variare da un minimo 10 metri fino a 1 o 2 chilometri, da ricordare ad esempio l'EF5 di Oklahoma City 2015 o di El Reno 2013, caratteristiche conosciute con il termine di "Wedge Tornado". Possono presentarsi con più vortici in scala "subtornadica" (vortici di risucchio o subvortici) ma facenti parte dello stesso tornado genitore (tornado multivortex). Nelle supercelle HP il mesociclone può trascinare le precipitazioni in senso antiorario oscurando alla vista un possibile tornado già in atto (Rain-wrapped tornado).
Dal punto di vista fluidodinamico il tornado non è soltanto una colonna d'aria in rotazione ma il prodotto di un complicato equilibrio di forze fra la superficie e la nube temporalesca. Siamo in microscala-α per cui la forza di Coriolis gioca un ruolo insignificante rispetto alla forza centrifuga, quest'ultima si contrappone alla forza del gradiente di pressione che è diretta verso il centro, inoltre nella modellistica tridimensionale diventano fondamentali i moti verticali e la turbolenza, il tutto si compie nell'arco dei minuti o decine di minuti in conformità allo scenario di scala. Per studiare approfonditamente il fenomeno vengono elaborate simulazioni numeriche come il "CFD" o "LES" sulla base di complesse equazioni differenziali non risolvibili per via analitica (Equazioni di Navier-Stokes), si affiancano i modelli sperimentali più recenti come il "VorTECH" o il "WindEEE" e i riscontri sul campo nei progetti "Vortex" o "Rotate". Si individua un primo modello matematico di un vortice visto in sezione trasversale in un fluido viscoso, detto "vortice di Rankine": viene descritta la distribuzione radiale delle velocità tangenziali i cui profili lungo la verticale sono molto diversi e non sovrapponibili alla nube a imbuto (che rimane una manifestazione visibile e istantanea di una condizione di rugiada ottenuta alle varie quote dai parametri termodinamici e dalla "velocità di nucleazione"). In questo semplice modello abbiamo un "nucleo" centrale in rotazione solida dove le velocità tangenziali crescono linearmente (con velocità angolare costante) dal centro fino al raggio del nucleo, per poi decrescere con legge iperbolica verso l'esterno. Le cuspidi corrispondenti al massimo delle velocità necessitano di arrotondamenti, inoltre dalle rilevazioni doppler e dai modelli sperimentali viene introdotta una costante correttiva nel decremento iperbolico, per cui subentrano diverse varianti del modello come il "vortice di Burgers-Rott", ma non basta. Vicino alla superficie si integrano altre componenti fondamentali alla formazione tornadica: l'attrito con il terreno, la sua rugosità e la viscosità turbolenta del fluido (strato limite tornadico), elementi che introducono uno squilibrio di forze ovvero un'alterazione dell'effetto centrifugo al suolo, queste condizioni esasperano il cosiddetto "effetto pattinatrice" per la Legge di conservazione del momento angolare. I flussi d'aria ancora deboli ed estesi, convergono verso il centro del tornado su una superficie di poche migliaia di metri quadrati, mentre in corrispondenza del centro di rotazione le correnti piegano violentemente verso l'alto in regime sostanzialmente laminare e alimentando un "updraft centrale". Seguendo questo principio la rotazione si estenderebbe dal basso verso l'alto (si rimanda alla sezione Processo di formazione). I detriti sollevati dal terreno possono rimanere sospesi in aria da una commistione di flussi tornadici (rotatorio-convergente-ascensionale), compiendo eleganti traiettorie con moto circolare uniforme in un delicato equilibrio fra il loro peso e l'intensità dei venti, l'alterazione di questi flussi fa seguito l'immediata espulsione o proiezione in troposfera... Le cose adesso si complicano in quota, ed in particolare nei tornado mesociclonici di categoria media/forte: si instaura nell'asse di rotazione una corrente discendente in regime turbolento (downdraft centrale) con l'ampliamento del nucleo ed un'alterazione dell'equilibrio ciclostrofico, in un certo senso l'opposto di quello che succede al suolo. Tale condizione viene soddisfatta con un aumento delle correnti tangenziali periferiche rispetto alle correnti ascensionali interne, questo rapporto viene denominato "Swirl Ratio" e se portato a valori superiori a "1" il downdraft centrale arriva a toccare il suolo generando un vortice più ampio e circondato da "vortici di risucchio" o subvortici, abbiamo così un tornado "multivortex".
Nonostante i progressi compiuti negli ultimi decenni soprattutto negli Stati Uniti, resta ancora da lavorare nella ricerca e molti gli interrogativi da risolvere. Ancora oggi si stanno analizzando le rilevazioni strumentali di tornado storici replicandoli con modelli sperimentali e computazionali sempre più affidabili. Rimangono ad esempio da chiarire gli effetti del carico del vento e dei detriti volanti sulle infrastrutture, gli effetti del parametro adimesionale "Swirl Ratio", gli effetti dovuti al moto di traslazione e all'inclinazione dell'asse tornadico, le condizioni al contorno che ne determinano la formazione e il dissolvimento, le pressioni e il campo del vento negli strati prossimi alla superficie, il cambio di intensità e di percorso in una topografia collinare (studi sono stati compiuti nei monti Appalachi ma potrebbero interessare anche l'Italia), il perfezionamento delle tecniche radar e non da ultimo il miglioramento delle previsioni e l'ottimizazione delle allerte anti tornado, che negli Stati Uniti ma non solo, possono fare la differenza fra la vita e la morte.

### Processo di formazione

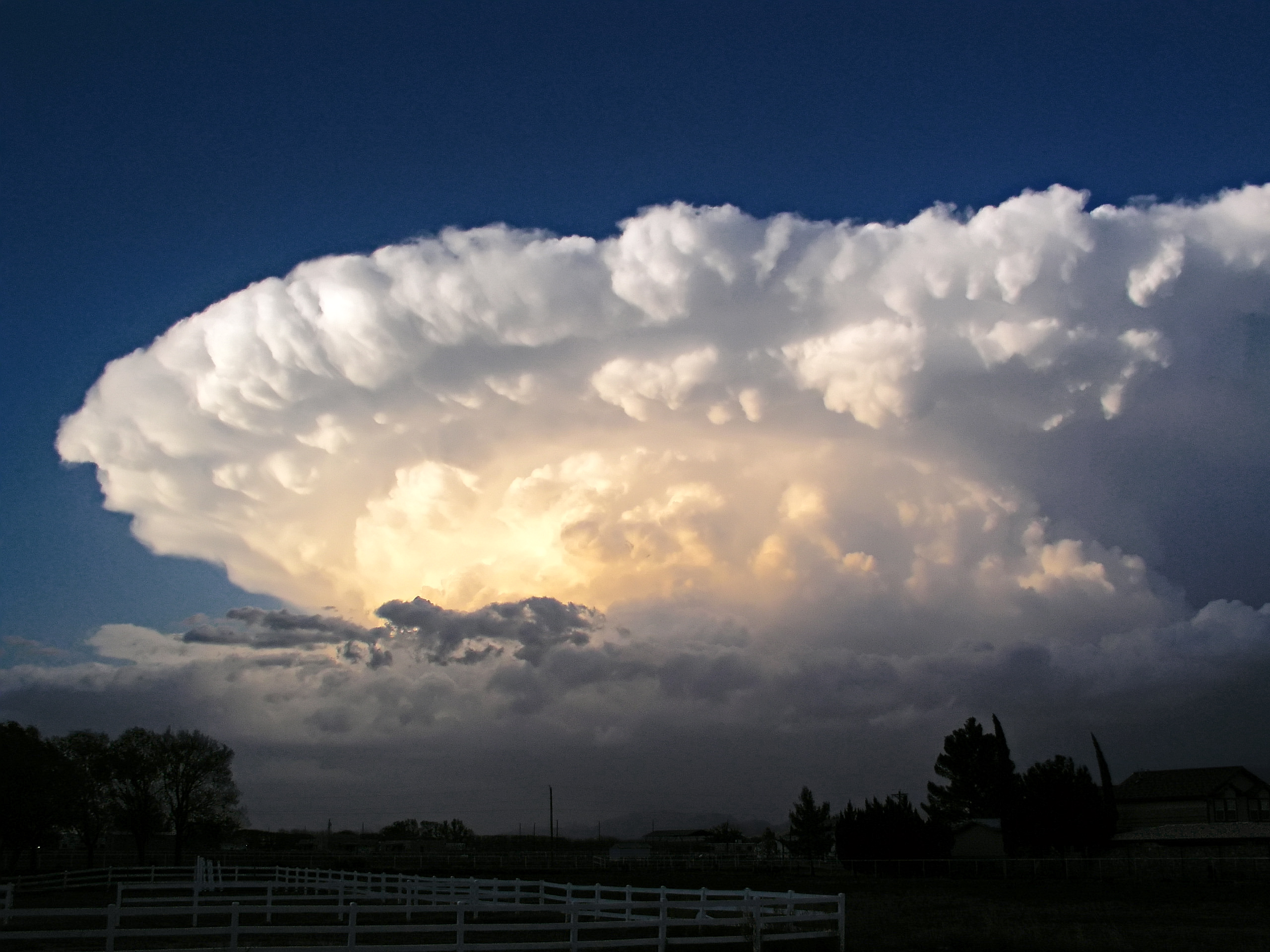
Non è facile distinguere ad occhio nudo una supercella da un classico cumulonembo, per farlo di solito è necessario un radar, oppure l'occhio esperto di un meteorologo

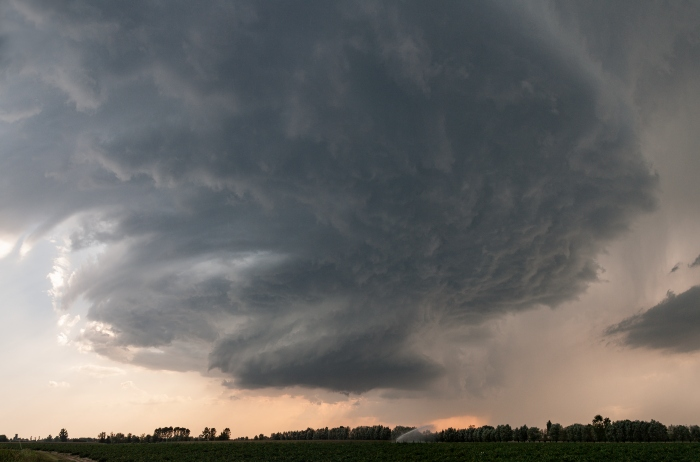
Supercella tornadica di Montagnana (PD) del 17/7/2009

Il processo di formazione di una tromba d'aria è legato a condizioni atmosferiche con un profilo termico verticale instabile, cioè caratterizzato dalla presenza di una massa d'aria fredda e secca in quota sopra uno strato d'aria calda e umida al suolo, la quale viene spinta verso l'alto dal galleggiamento termodinamico. In sede previsionale e in scala sinottica, si valutano attentamente i geopotenziali e la disposizione delle figure bariche: oltre alle "saccature" da segnalare le cosiddette "gocce fredde" e i "cavi d'onda", figure che descrivono raggi di curvatura piuttosto corti e solitamente vengono accompagnate da sistemi frontali o "linee di instabilità". Sempre in scala sinottica un maggior addensamento delle isoipse consegue un incremento di flussi (vento di gradiente) nei piani isobarici della media troposfera o situati appena oltre lo strato limite, come vedremo in seguito questi venti diventeranno un'altra componente fondamentale nella tornado genesi. I radiosondaggi forniscono giornalmente misurazioni di tutti questi parametri atmosferici o "indici" che meglio rappresentano le condizioni atmosferiche del momento, mentre i modelli ad area limitata (LAM) descrivono questi parametri in una gittata previsionale di un paio di giorni. È possibile prevedere fenomenologia di tipo "severo" in senso lato, ma non direttamente il fenomeno tornadico perché di scala troppo piccola nonché dipeso da una moltitudine di circostanze locali o "forzanti". È comunque possibile prevedere quali siano gli indici potenzialmente favorevoli alla loro formazione, primo fra tutti il "CAPE" che rappresenta l'energia potenziale utile alla convezione e il "CIN" che al contrario la inibisce ma riveste una particolare importanza nei primi strati con l'effetto "coperchio", più semplice analiticamente è il "Lifted Index" che sostanzialmente ci indica quanto l'atmosfera può essere instabile. Nella temperatura potenziale equivalente vi è il contributo "energetico" fornito sia dalla temperatura che dall'umidità atmosferica nei bassi strati, in superficie fanno testo anche le convergenze o "Moisture Convergence" (convergenze di umidità) modellate dalle brezze locali e disposte in strutture lineariformi, dove l'innesco delle prime termiche avviene sotto forma di nubi cumuliformi visibili nelle immagini satellitari con il superamento del "livello di condensazione forzata" (LCL). Altre tipologie d'innesco possono essere linee di deflusso da precedente attività temporalesca (outflow boundary), mentre un altro fenomeno che merita un'argomentazione a parte è la "dry line" (fronte secco). Si presenta sotto varie forme e in vari contesti sinottici con l'interazione orografica dei venti in bassa troposfera (catabasi orografica), superfici di discontinuità igrometriche dove il parametro più rappresentativo è il punto di rugiada al suolo, ma in alcuni casi si estendono in quota spinte da avvezioni secche in media troposfera sovrapponendosi alle masse d'aria umide rimaste all'interno dello strato limite. L'argomento è tuttora oggetto di studio specie in Pianura Padana e nella fascia orientale degli Appennini. Tornando al contributo dinamico offerto dai venti in media troposfera, il "windshear" figura in diversi indici come "EHI" ed "SRH" che sostanzialmente rappresentano la variabilità dei venti con l'altezza (in direzione e intensità) e conseguente propensione alla vorticità, in questo frangente riveste particolare importanza l'intensità dei venti alle quote dei 700 e 500 hPa (speedshear). In alta troposfera ed in particolare nei 300 hPa troviamo le correnti a getto, le intrusioni secche e le divergenze, quest'ultime sono spesso presenti nel ramo ascendente di una saccatura.  Determinanti sono le ore di insolazione antecedenti ai fenomeni previsti: potrebbe essere utile considerare la percentuale di copertura nuvolosa nelle ore centrali della giornata, mentre le precipitazioni previste devono essere di origine convettiva ovvero intense e localizzate con tutti i margini di errore consentiti a questi modelli previsionali.
Normalmente il sistema temporalesco sviluppa al suo interno dei moti ascendenti e discendenti innescando al suolo vorticità ad asse orizzontale e turbolenza, in questi casi le trombe d'aria generate sarebbero di debole intensità e di breve durata. I venti in quota, oltre a produrre vorticità orizzontale in media troposfera, piegano le torri convettive generando temporali ad "asse obliquo", le precipitazioni vengono così separate dalle correnti ascendenti, queste correnti possono incurvare verso l'alto le vorticità orizzontali dando luogo a circolazioni in mesoscala meglio note come mesocicloni, possono ruotare in senso orario o antiorario ma notoriamente i secondi sono i più longevi (nell'emisfero boreale). Il fenomeno tornadico ha origine nel settore ascensionale (updraft) di una supercella, il cui verso di rotazione ricalca quello indotto dal mesociclone o dalle discontinuità nel campo del vento all'interno del sistema temporalesco (mesovortici). Come "forzante dinamica" il ruolo del mesociclone riveste una particolare importanza anche nella longevità e intensità del tornado, ma a fornire l'energia necessaria alla rotazione è il cedimento della pressione e la componente ascensionale delle masse d'aria. La formazione di una nube a parete con striature o di abbassamenti pronunciati sotto la base convettiva potrebbero tradire la presenza di un mesociclone o di forti aspirazioni all'interno della supercella. In questo settore si forma una depressione con un gradiente barico fra centro e periferia di diversi hPa, anche in assenza di una circolazione mesociclonica in media troposfera. La depressione determina una convergenza di flussi nei bassi strati, detta di "inflow", dando luogo a quell'effetto "pattinatrice" descritto nella sezione "Anatomia e fluidodinamica". Per abbattere l'attrito meccanico introdotto dalla viscosità turbolenta subentrano altre forzanti: una fra queste è sicuramente il "Rear Flank Downdraft" (RFD) una corrente d'aria secca in discesa sul fianco posteriore della supercella e proveniente dalla media troposfera. Questa corrente introduce un varco nella torre convettiva (clear slot) mentre il settore caldo viene confinato verso le precipitazioni (area "FFD") subendo un "restringimento" e producendo vorticità baroclina nei bassi strati, un modello concettuale della tornado genesi prevede anche l'incurvamento verso l'alto (tilting) della vorticità orizzontale introdotta dal RFD e dal "wind shear" di basso livello. Successivamente l'espansione al suolo di uno "pseudo fronte freddo" da il via alla fase di "occlusione" del sistema temporalesco.
Nelle fasi iniziali l'aumento dello "spin" avviene quasi simultaneamente in gran parte della colonna d'aria, ma è dalla parte superiore che inizia la condensazione dove più bassa è la pressione atmosferica, in apparenza la nube a imbuto sembra ingrandirsi e "scendere" verso il basso. È opinione diffusa che la tornado genesi abbia origine dall'alto, effettivamente il modello concettuale più diffuso nella comunità scientifica prevede un "tubo" che verrebbe stirato dal mesociclone e dalle correnti ascendenti concentrando la quantità di moto lungo un asse verticale (Dynamic Pipe Effect), mentre i bassi strati vedrebbero cedere progressivamente le ultime resistenze viscose. Rilevazioni strumentali più recenti confermerebbero invece che abbia origine dal basso, queste discrepanze sembra siano originate dal profilo termico verticale o meglio dalla “forzante di galleggiamento” nei bassi strati con l'arrivo del RFD. La circolazione mesociclonica d'altra parte è solo una delle condizioni favorevoli alla formazione tornadica, che nella modellistica vengono denominate "condizioni al contorno". Teniamo presente che il mesociclone è un fenomeno collocato in una scala meteorologica differente rispetto al tornado, così come differenti possono essere alcuni processi fisici e termodinamici. Allo stato attuale delle ricerche esisterebbero due scenari contrapposti di formazione: processo "Bottom-Up" e "Top-Down". Il punto di svolta si è avuto nel tornado di "El Reno" 2013 in un momento in cui non si era ancora formato: dalle analisi fornite da un radar a scansione rapida posizionato su un'altura a 20m dal suolo, l'unica prova di rotazione compariva nell'angolo di elevazione di 0°.

## Indagini post-evento

### Riconoscimento del danno tornadico

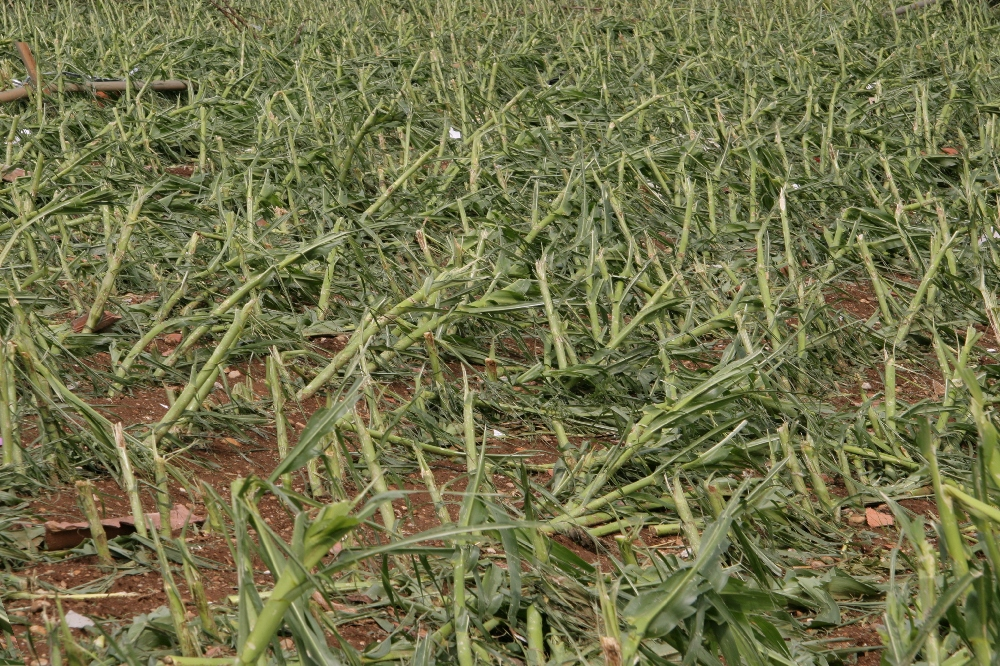
Disposizione incrociata dei danni, tornado del Brenta 8.7.15

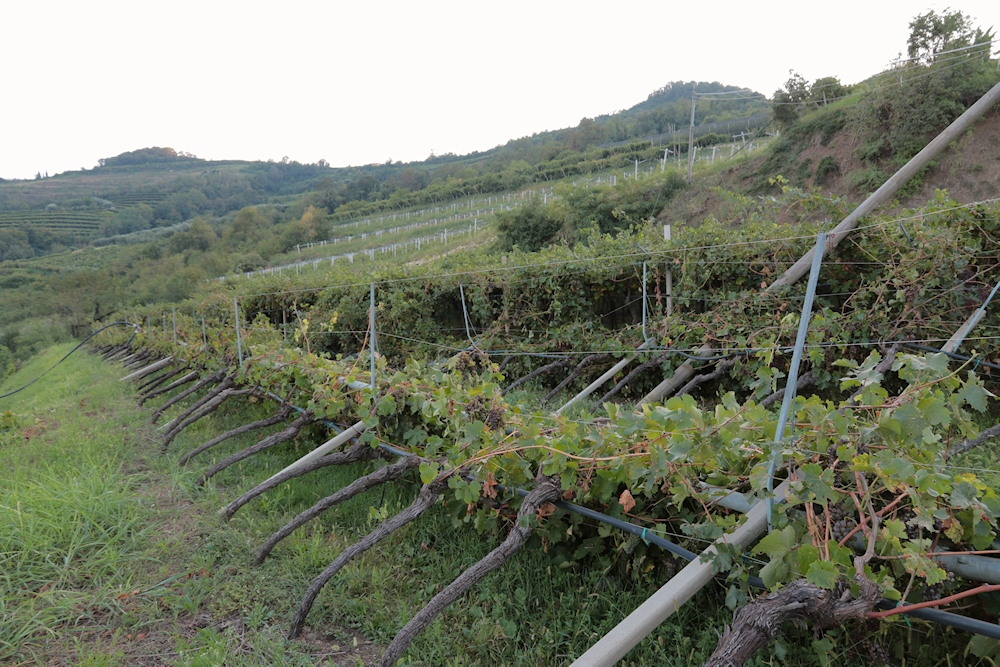
Aspirazione verso monte in dir. ovest, Meggiano di Montecchia di Crosara 29.8.20

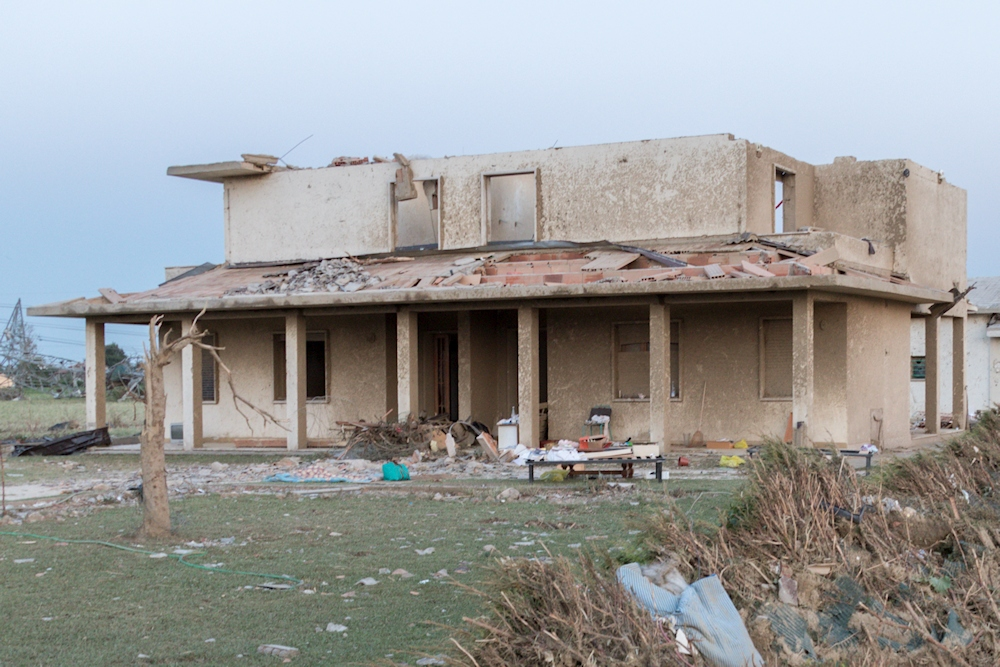
Sabbiatura sulle pareti di un'abitazione, tornado del Brenta 8.7.15

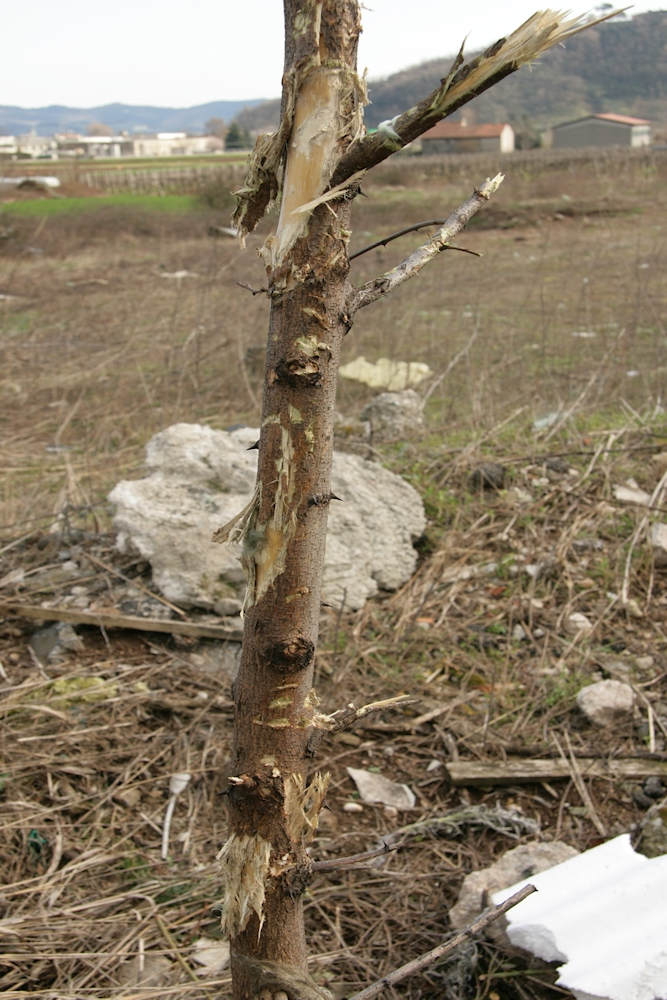
Scortecciamento su un piccolo albero, Zermeghedo 19.3.09

Per semplificare il riconoscimento del danno tornadico, i nostri occhi sono l'unico strumento in grado di segnalare la formazione di una tromba d'aria o una nube a imbuto sotto la base convettiva, fondamentali quindi le segnalazioni e le testimonianze fotografiche compiute sul territorio, durante o anche prima il transito del sistema temporalesco. Il vento non si vede e la nube a imbuto è l'unico soggetto visibile a cui si può attribuire la responsabilità dei danni tornadici, a questa si coniuga la presenza di una nube di polvere o detriti in movimento rotatorio e corrispondenze spazio/temporali dei danni lasciati al suolo. Per l'attribuzione di un verdetto tornadico esistono vari gradi di giudizio conformemente all'attendibilità della segnalazione e a determinate condizioni "necessarie e sufficienti", "Tornado in Italia" propone tre gradi di validazione denominate "quality check":
- Qc2  : tornado documentato con nube a imbuto corrispondente ad una nube di polvere oppure traccia tornadica documentata con riprese aeree.
- Qc1+: tornado documentato con nube a imbuto corrispondente ad una traccia di danni tornadica.
- Qc1  : foto di una nube a imbuto o nessuna foto ma con documentazione di danni tornadici e testimonianze verbali del vortice e della nube di detriti.

Molto differente invece l'interpretazione proposta da "ESSL" in Europa:
- QC0  : qualsiasi segnalazione proveniente dal pubblico.
- QC0+: segnalazione ritenuta plausibile dopo una prima revisione.
- QC1  : segnalazione confermata da fonti attendibili.
- QC2  : segnalazione oggetto di studi approfonditi.

La strumentazione radar rimane un supporto molto valido anche se in Italia quella che abbiamo a disposizione non è in grado di risolvere la scala tornadica o di scansionare un'elevazione sufficientemente bassa, senza tener conto dei ritardi nel sistema per fornire il prodotto all'utente finale. Come per la nube a imbuto la presenza di determinate firme radar e velocità doppler deve corrispondere al percorso dei danni e possono essere utili per stabilire la tempistica degli eventi, ma a seconda delle loro dimensioni e della distanza, i tornado non sono sempre associati a firme evidenti a causa delle limitazioni intrinseche dei dispositivi radar. Queste firme comportano la presenza di una circolazione mesociclonica in medio/bassa troposfera, la "eco ad uncino" è una di queste ed in particolare quelle figure che presentano forti gradienti di riflettività nel lato sopravento o nel bordo sud/occidentale della tempesta. Nelle velocità radiali del radar doppler viene rilevata direttamente la rotazione mesociclonica, se questi gradienti di velocità si concentrano oltre un certo limite e persistono per oltre 5 minuti, si può parlare di "Tornado Vortex Signature" (TVS). Nelle categorie forti gli stessi detriti possono essere rilevati come "Tornadic Debris Signature" (TDS), prerogative disponibili su radar mobili ad elevata risoluzione spaziale e dalla rete NEXRAD con i modelli WSR-88D negli Stati Uniti.
In ultima analisi la sola traccia di danni lasciata in superficie può diventare un'altra firma indelebile per capire se si è trattato di tornado o downburst, di fondamentale importanza la tempestività dei sopralluoghi sia a terra che aerei prima della sistemazione da parte della popolazione, protezione civile e vigili del fuoco. Possono essere utili anche le testimonianze delle persone coinvolte adottando la massima discrezione nei confronti di coloro che in prima persona hanno subìto i danni, inoltre si invita massima cautela in uno scenario EF2 o superiore, adottando i comportamenti previsti dal codice della strada negli incidenti e dalla protezione civile nelle situazioni di emergenza, alcune aree potrebbero essere vietate all'accesso. Oltre ai danni strutturali agli edifici anche la disposizione dei detriti rimasti sui campi o sui bordi delle strade consentono di ricostruire traiettorie e direzioni di provenienza. Esistono delle caratteristiche peculiari nella disposizione dei danni e nell'estensione superficiale dell'area interessata, tipicamente i danni da tornado lasciano sul territorio una traccia lunga e stretta contrariamente a quanto accade per i downburst.
Anche i fenomeni di aspirazione e sollevamento sono una peculiarità esclusiva delle trombe d'aria, i danni laterali agli edifici possono essere una testimonianza di sollevamento e trasporto dei detriti e in special modo quelli pesanti come le tegole che in maggior numero possono occupare gli "spazi aerei". I danni più comuni li abbiamo su grondaie, serramenti, cappotti o sui tronchi degli alberi con lo scortecciamento. In alcuni casi gli stessi detriti rimangono conficcati nel legno o nei cappotti, dove si possono identificare anche fenomeni di sabbiatura. Per quelli leggeri si valuta la distanza del percorso e direzione di provenienza, rami degli alberi o teli/reti di varia natura possono adagiarsi sulle linee elettriche o sui tetti, preferibilmente ad una quota superiore alla fonte di provenienza.
I flussi descrivono un moto rotatorio combinato con una convergenza a causa degli attriti con la superficie, la disposizione dei danni sarà quindi confluente verso l'interno contrariamente a quanto accade per un dowburst che sarà diffluente. Un'altra caratteristica è la disposizione multidirezionale o "incrociata", apprezzabile soprattutto con le riprese aeree sulla vegetazione o sui campi agricoli. Nei tornado di categoria inferiore la vorticità potrebbe presentare al suolo una configurazione assimmetrica dove i danni maggiori si compiono sul lato destro e posteriore rispetto alla direzione di marcia mostrando un'orientazione prevalente, ma in alcuni casi si presentano in direzioni opposte e tipicamente nella fascia settentrionale della traccia tornadica dove si verifica la cosiddetta "chiusura del vortice" come descritto nel punto 11 del paragrafo successivo. La ricognizione dei danni deve fornire indizi concordi e reiterati in più punti nel caso il tornado non sia stato osservato direttamente, tornado e downburst si possono presentare congiuntamente nelle supercelle e questo è un problema non da poco nella conduzione delle indagini, anche se a volte le difficoltà maggiori si possono incontrare nelle successive classificazioni EF/IF. Riassumendo si possono formulare i seguenti criteri:
1. Traccia di danni più lunga che larga, indicativamente di un rapporto 1/10.
2. Segni evidenti di sollevamento e trasporto commisurati con il peso dei detriti.
3. Segni evidenti di convergenza, di chiusura del vortice e disposizione incrociata dei danni.

### Classificazioni

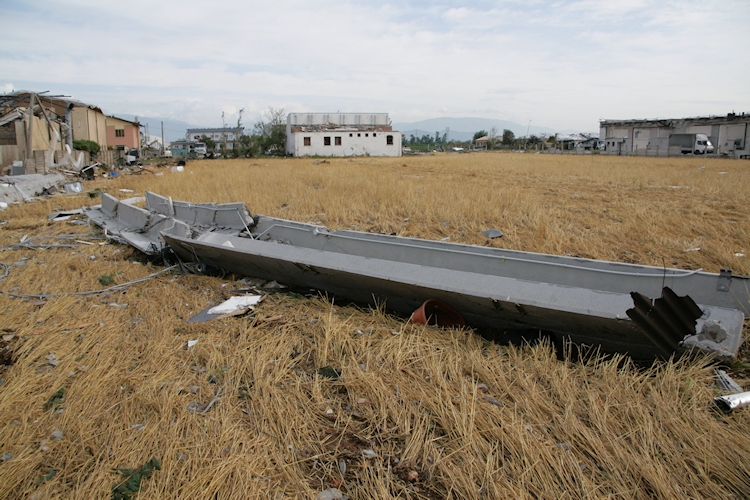
Tegolo a doppio T scaraventato sul campo dalla copertura di "Idea legno". Tornado di Vallà di Riese 6.6.09.

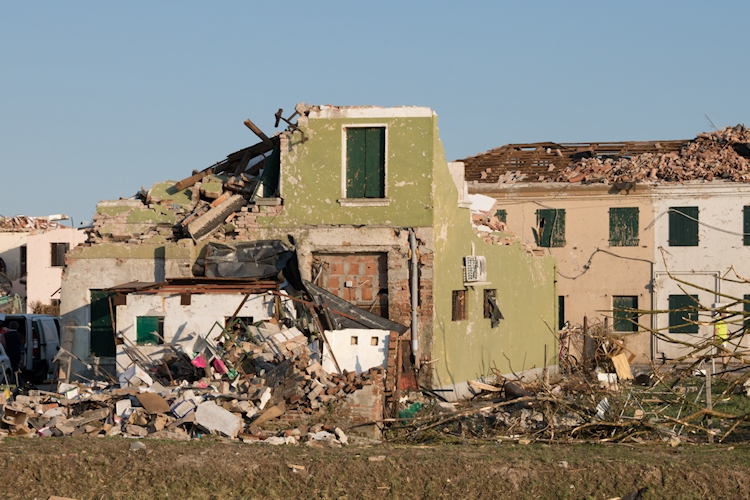
Danno EF3/IF4 su un'abitazione, tornado del Brenta 8.7.15.

L'entità dei danni inflitti da un tornado dipende dall'intensità dei venti i quali producono un carico di pressione dinamica secondo una relazione non lineare. Tetsuya Theodore Fujita proponeva i primi studi sull'argomento all'Università di Chicago in collaborazione con Allen Pearson nel 1971, come per i terremoti riuscì mettere in relazione l'intensità del vento con i danni alle infrastrutture e alla vegetazione individuando 6 livelli di intensità. Dal 2007 la precedente Scala Fujita viene sostituita dalla scala Fujita avanzata con l'introduzione di nuovi indicatori di danno (28) e il perfezionamento delle velocità del vento:
| Grado | Classificazione | Velocità del vento |
| ----- | --------------- | ------------------ |
| EF0   | Debole          | 105–137 km/h       |
| EF1   | Moderato        | 138–178 km/h       |
| EF2   | Significativo   | 179–218 km/h       |
| EF3   | Forte           | 219–266 km/h       |
| EF4   | Devastante      | 267–322 km/h       |
| EF5   | Catastrofico    | > 322 km/h         |

A ogni grado Fujita corrisponde un livello di distruttività partendo dall'EF0 (raffiche da 105–137 km/h) che può spezzare i rami agli alberi, sollevare le tegole dei tetti, fino ad arrivare all'EF5 (>322 km/h) per radere al suolo abitazioni e infrastrutture di ogni tipo. Negli Stati Uniti partendo dal 2007 cioè dal periodo in cui è stata introdotta la EF, l'incidenza in base alle categorie, prevede per EF0 un 55%, EF1 32%, EF2 il 9%, EF3 il 2.5%. Mentre nella categoria violenta che comprende la EF4 e la EF5 messe assieme compaiono per lo 0.7%.
Meno conosciuta e utilizzata è la scala TORRO, adoperata principalmente nel Regno Unito e, sporadicamente, in Europa, che va da T0 per tornadi estremamente deboli a T11 per i tornadi più violenti mai registrati.
Nell'agosto 2023 la European Severe Storms Laboratory (ESSL) ha introdotto la versione ufficiale della "International Fujita (IF) Scale". Si è reso necessario sviluppare una scala di classificazione meglio rispondente alle caratteristiche strutturali di edifici presenti anche in altre parti del mondo come in Europa, dove alcuni indicatori di danno (DI) non erano nemmeno presenti. Abbiamo il perfezionamento nelle stime dei venti conservando però una certa coerenza con le scale precedenti.
| Grado | Classificazione | Velocità del vento |
| ----- | --------------- | ------------------ |
| IF0   | Debole          | 90 km/h (±20%)     |
| IF0.5 | Debole          | 120 km/h (±20%)    |
| IF1   | Moderato        | 150 km/h (±20%)    |
| IF1.5 | Moderato        | 180 km/h (±20%)    |
| IF2   | Significativo   | 220 km/h (±20%)    |
| IF2.5 | Significativo   | 250 km/h (±20%)    |
| IF3   | Forte           | 290 km/h (±20%)    |
| IF4   | Devastante      | 380 km/h (±20%)    |
| IF5   | Catastrofico    | 470 km/h (±20%)    |

## Curiosità e falsi miti
1. Gli organi di stampa ricorrono molto spesso al termine "tromba d'aria" senza un necessario approfondimento e senza prima aver consultato associazioni, team di ricerca o meteorologi. Gli inviati oltre a raccogliere le testimonianze della popolazione e il materiale video/fotografico più interessante, per riempire le cronache hanno bisogno di informazioni immediate da pubblicare la mattina successiva o addirittura la sera stessa nelle emittenti locali. Non è sempre possibile avere la disponibilità immediata di un verdetto sul tipo di fenomeno, in molti casi necessitano più giorni per consentire analisi accurate delle riprese aeree e dei sopralluoghi fatti precedentemente.[50][51]
2. Forma e dimensioni della nube a imbuto non dicono nulla circa l'intensità del tornado, inoltre quelli considerati di categoria "debole" (IF0/IF1) possono essere responsabili di morti, feriti e gravi danni. Maggiormente suscettibili al vento sono quelle strutture esposte al cosiddetto "effetto vela", per lo più "ammalorate" o non collaudate a venti di 100/150 km/h, indifferentemente se il fenomeno è caratterizzato da una tromba d'aria o downburst. Case mobili, camper, strutture ambulanti, alberi ad alto fusto,[52] torri di amplificazione,[53][54] insegne pubblicitarie,[55] ponteggi,[56][57] barche,[58][59] ecc, molteplici e imprevedibili possono essere le circostanze di rischio quando si supera una certa soglia di vento, casi particolari che troppo spesso diventano una regola a seconda dell'ambiente che ci circonda.
3. L'estremità inferiore della scala Fujita rende problematica l'identificazione univoca del fenomeno, le soglie minime previste potrebbero non essere sufficienti a soddisfare i requisiti minimi di "danno" o al massimo produrre un sollevamento di polvere. In meccanica dei fluidi la vorticità si dovrebbe sempre chiudere su se stessa o su una superficie solida, se non si interpone uno strato limite stabile, per cui un vortice in quota di una nube a imbuto potrebbe comunque presentare al suolo vorticità non dannosa. Nella tipologia più semplice di tromba d'aria (a singola cella) non esiste alcuna entità fisica atta a soddisfare determinati requisiti geometrici, come "scendere" dalle nubi o giungere a "toccare" il terreno.[60][61][62]
4. Molti pensano che i tornado si formano solo con temperature elevate, in pianura e negli spazi aperti. In realtà si possono formare ovunque, in montagna come in pianura e in qualsiasi stagione dell'anno, sebbene siano meno frequenti in alcuni contesti rispetto ad altri (escludiamo pure l'Antartide dove non si sono mai registrati). La genesi tornadica è dipesa da una moltitudine di condizioni termodinamiche presenti in tutta la colonna d'aria, sia in un contesto di macroscala che di microscala e non è possibile ridurre il tutto in una mera questione di temperatura al suolo o morfologia del terreno.[63][64][65]
5. Negli Stati Uniti e in particolare nelle aree con scarsa densità abitativa come le Great Plains, vige una credenza che sembra più uno scongiuro ad allontanare la cattiva sorte, secondo cui i tornado avrebbero la tendenza a risparmiare i centri urbani. La possibilità che un tornado colpisca grossi centri è piuttosto bassa non per ragioni meteorologiche o microclimatiche, ma semplicemente per l'estensione superficiale interessata. Per fare un esempio il centro di Dallas copre circa tre miglia quadrate mentre l'intera contea 900, con questi rapporti un breve tornado ha una probabilità su 300 di colpire il centro abitato.[66][67] Inoltre è infondata l'idea che i grattacieli e grandi edifici possano prevenire o deviare un tornado, piuttosto il contrario con l'isola di calore che sembrerebbe avere un impatto microclimatico favorevole alla convezione e alla rotazione di basso livello. I primi studi son stati compiuti da Aguirre nel 1993 e Ashley nel 2007 mettendo in relazione l'incidenza con la densità abitativa, anche se comunque le segnalazioni sarebbero intrinsecamente più frequenti nelle aree urbane.[68] Attualmente le simulazioni numeriche permettono di inserire o rimuovere i centri urbani dalla traiettoria di una supercella tornadica, un caso di studio lo abbiamo su Kansas City per l'episodio del 1 luglio 2015.[69]
6. Spesso lungo una traccia può accadere di trovare mancanza di danni facendo intuire che i tornado "saltano". I tornado non saltano nel senso letterale del termine, le discontinuità potrebbero derivare da diversi motivi: semplicemente dalla mancanza di oggetti da "rompere" oppure una deviazione a schivare potenziali indicatori di danno in particolare nei regimi a multivortice, oppure una diversificata integrità strutturale degli edifici, oppure ancora un effettivo calo provvisorio dell'intensità del vortice malgrado il persistere della nube a imbuto. I filmati, i radar e le riprese aeree sui campi agricoli possono essere di grande aiuto per decidere se le lacune nel percorso siano dovute a tornado distinti, in tale contesto ESSL propone un'assenza di danni di almeno tre chilometri.[70][71][72]
7. Indicativamente l'intensità dei flussi tornadici non cambiano molto nei primi 60 metri dal suolo comportando una semplificazione non da poco nelle misurazioni strumentali fotogrammetriche o radar, tuttavia la scala IF è più rigorosa considerando i flussi nei primi 10 metri dal suolo dove la turbolenza all'interno dello strato limite introduce un errore al ribasso della velocità media nei 3 secondi, la quale viene stimata al 88% rispetto a quella istantanea (Beljaars-1987). È stato dimostrato che il sollevamento di un veicolo può avvenire in una frazione di secondo e allo stesso modo i detriti leggeri possono essere scagliati da 0 a 100 m/s.[73]
8. Secondo il principio di Bernoulli il rallentamento del vento in prossimità delle strutture si traduce in un eccesso di pressione producendo un carico laterale corrispondente al quadrato della velocità, al contrario avviene nel lato sottovento e nelle coperture che vengono sottoposte a una depressione esterna e tendenza al sollevamento. Contemporaneamente le pareti laterali esposte al vento sono anche bersaglio dei detriti volanti i quali possono perforare e demolire i serramenti, una volta che il vento ha fatto ingresso va a pressurizzare anche gli ambienti interni provocando un effetto esplodente nell'intera struttura (effetto Pascal). Questa apparente esplosione è il risultato delle forzanti dinamiche indotte dal vento seguendo questi principi, non tanto dal deficit di pressione del tornado stesso (se escludiamo i picchi di vento/pressione indotti dalla turbolenza nel regime istantaneo o da risonanze aerodinamiche e strutturali).[74][75][76]
9. La maggior parte degli oggetti colpiti da un tornado non sono influenzati dalla rotazione dei venti, il vortice è solitamente molto più grande di una casa o di un albero anche di un ordine di grandezza, dal punto di vista dell'oggetto è presente solo vento "diretto". In via teorica i subvortici potrebbero imprimere rotazioni a scale inferiori ma la "torsione" degli alberi o dei segnali stradali è sicuramente indotta da venti asimmetrici prodotti da un flusso turbolento o dagli impatti fuori centro dei detriti volanti, oppure più semplicemente da anomalie intrinseche nell'integrità del manufatto o del fusto di un albero.[77]
10. Tendenzialmente i danni inflitti dai detriti volanti rimangono in secondo piano rispetto quelli procurati dal vento, le stesse scale di classificazione ne tengono conto solo per via indiretta facendo sempre riferimento alle velocità del vento, solo di recente grazie alla disponibilità di simulazioni numeriche sono diventati oggetto di studio. Questi proiettili rappresentano una parte per nulla trascurabile dei danni nonché la maggiore responsabile di morti e feriti, inoltre possono innescare l'effetto domino: detriti che con i loro impatti sulle infrastrutture producono altri detriti, i quali diventano via via più pesanti salendo con la categoria di tornado.[78] Di recente sono stati modellati numericamente calcolando velocità e distribuzione identificando la regione più distruttiva, le traiettorie compiute sono definite dal rapporto tra forze aerodinamiche e gravitazionali secondo il "Numero di Tachikawa" (in Giappone uno dei pionieri che si dedicò all'argomento nel 1983). Altri studi sono stati condotti da Wills, Sterling e Baker solo per citarne alcuni.[79][80][81][82]
11. Nelle supercelle possono coesistere tornado e downburst considerando che l'RFD risulta un elemento fondamentale nella tornadogenesi con l'incurvamento verso l'alto della vorticità orizzontale. La stragrande maggioranza delle supercelle subisce fasi alterne per cui l'RFD non si presenta in modo costante, mentre il vortice compie un'accelerazione/rallentamento della velocità di marcia, seguire traiettorie sinusoidali oppure scomparire del tutto con l'occlusione del sistema temporalesco. Il tornado ruota effettivamente ma nel suo avanzare la vorticità potrebbe non essere chiusa rispetto al suolo, questo a seconda del sistema di riferimento preso in esame. Con sostenute velocità di marcia e con la complicità del RFD, il flusso al suolo presenta una vorticità altamente asimmetrica conferendo una disposizione dei danni quasi unidirezionale, ma sfruttando il fatto che l'avanzamento non è quasi mai costante, nelle fasi di rallentamento i danni potrebbero mostrare una chiusura del vortice.[83][84][85]
12. I tornado a multivortice producono al suolo tracce parzialmente cicloidali che si rendono particolarmente evidenti nelle fotografie aeree sui campi agricoli consentendo di individuare facilmente la natura tornadica del fenomeno. Fujita dimostrò che questi segni erano il risultato dei subvortici che ruotano attorno a un centro comune ma non compiono quasi mai una rivoluzione completa. Non sono sempre visibili ad occhio nudo e sono più frequenti di quanto si pensa, anche i diavoli di polvere possono avere queste caratteristiche.[86] Questi bizzarri prodotti della meccanica dei fluidi presentano al suolo una sommatoria di tutte le componenti coinvolte nel sistema, compreso il moto di rivoluzione attorno al tornado principale e il suo avanzamento, per questo motivo sono responsabili dei danni maggiori con venti pressoché doppi rispetto al vortice principale, inoltre nelle simulazioni si registrano pressioni inferiori rispetto al centro del tornado.[87][88] Non hanno nulla a che vedere con i tornado satellite che in tal caso sarebbero tornado distinti, inoltre si collocano in una scala meteorologica inferiore rimanendo all'interno dello strato limite tornadico per arrivare ad una quota di qualche centinaio di metri, con diametri che vanno da 3 a 50 metri e una longevità massima inferiore al minuto.[89][90][91]
13. Gli effetti indotti dalle irregolarità del terreno, dalla vegetazione e dagli insediamenti urbani possono modificare profondamente i flussi tornadici al suolo. Sopra lo strato limite le correnti sono complessivamente in equilibrio ciclostrofico, mentre all'interno e in prossimità del suolo gli attriti agiscono per ridurre questi flussi comportanto movimenti a spirale e convergenti verso l'interno. In tale contesto viene ridotto il raggio dei venti massimi meglio noto come "raggio del nucleo", non necessariamente comporta la riduzione dell'intensità o del grado IF del tornado per il principio di conservazione del momento angolare.[92][93]

## Fenomeni simili

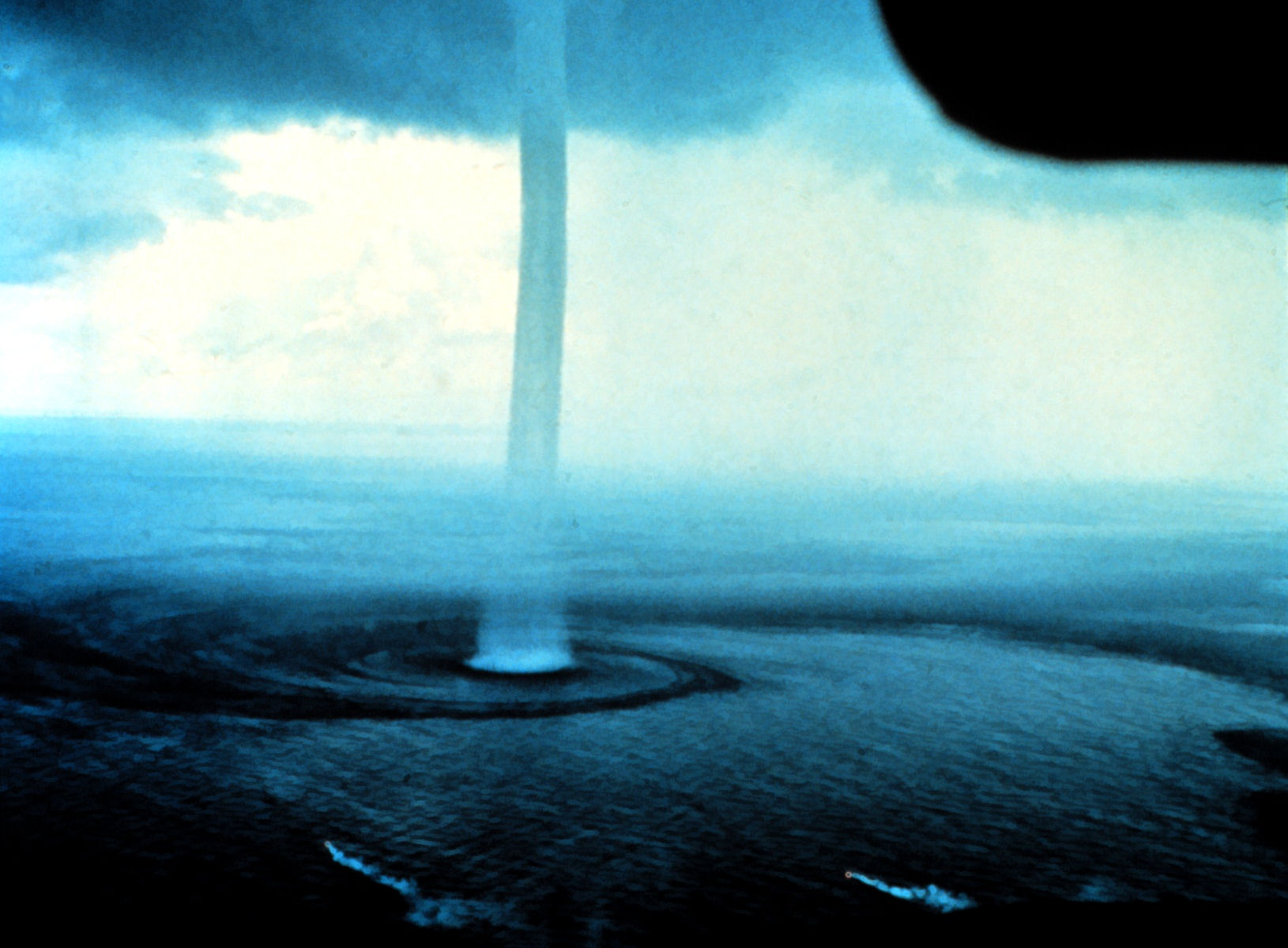
Tromba marina presso le isole Keys (Florida)

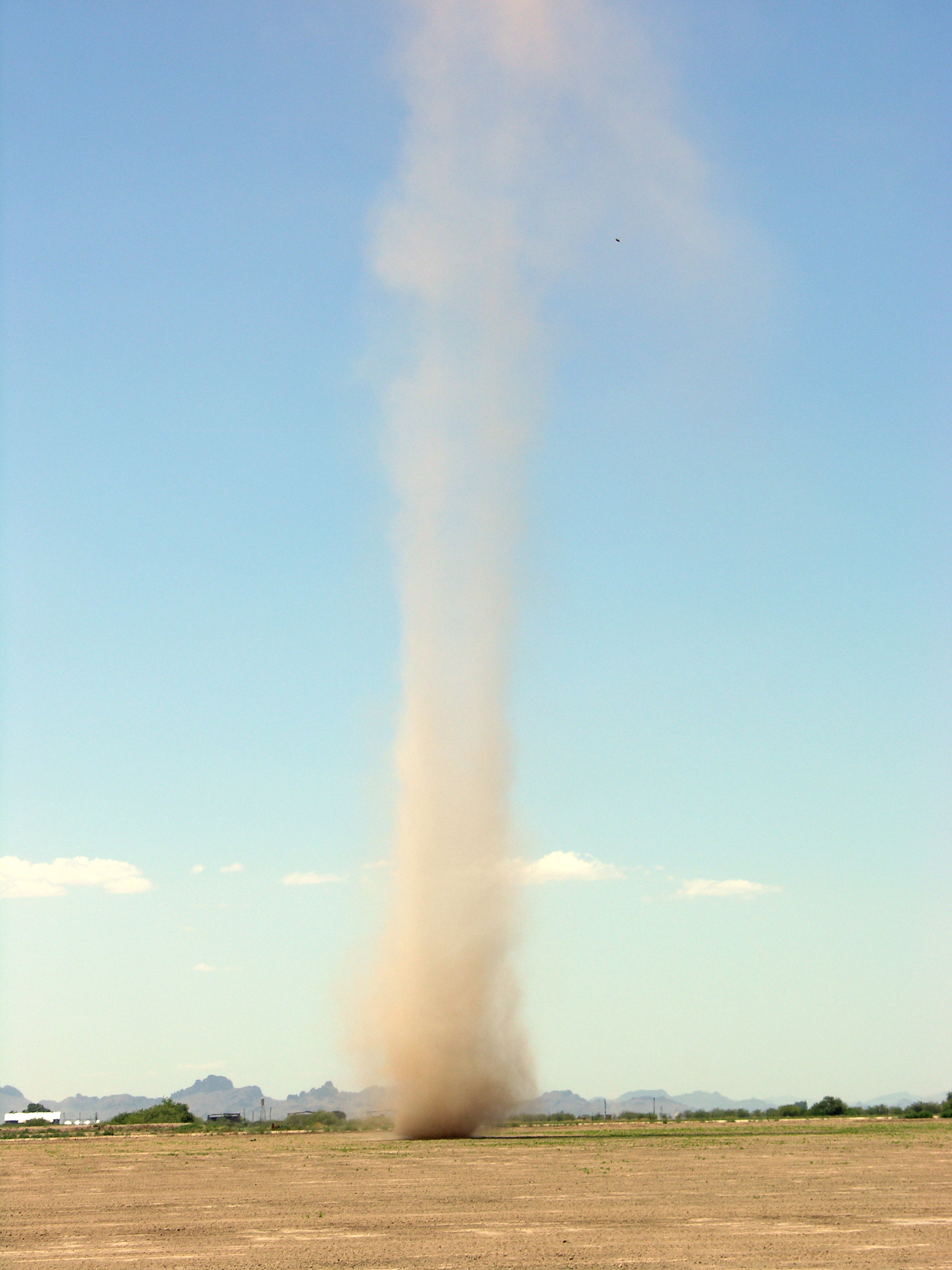
Un turbine di polvere in Arizona

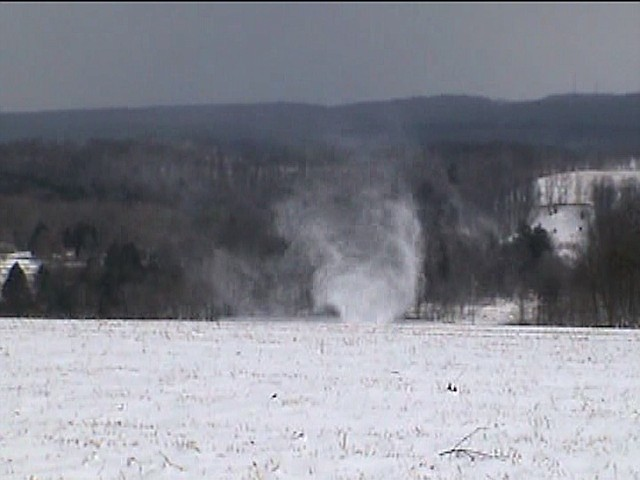
Un diavolo di neve.

### Landspout
Un tipo particolare di tornado sono i landspouts, si generano in sistemi temporaleschi non supercellulari, quindi esenti da particolari firme radar o formazioni accessorie come la eco ad uncino o la nube a parete. I landspouts o tornado non mesociclonici, sono meno violenti e di norma non superano il grado 2 della scala Fujita, ma sono in grado di provocare vittime e danni ingenti sollevando detriti o abbattendo strutture particolarmente deboli ed esposte all'effetto vela. Il diametro alla base si aggira fra i 50 e i 150 metri e possono compiere un percorso di 5-10 km, di norma non superano i 15 minuti di vita.

### Gustnado
Queste manifestazioni di carattere vorticoso non sono associate ad una nube a imbuto e nemmeno connesse alla base convettiva di una nube temporalesca, ma soprattutto non sono originate da correnti ascensionali. Quando una massa di aria fredda scende violentemente, all'impatto con il terreno si espande in tutte le direzioni generando downbursts e turbolenze. Il fronte avanzante (gust front) può formare questi vortici con sollevamento di polvere e danni EF1, il fenomeno può essere accompagnato da formazioni nuvolose frastagliate o abbassamenti più o meno organizzati, ma in questi casi il soggetto principale che troneggia è solitamente la nube a mensola.

### Trombe marine
Le trombe marine sono trombe d'aria che si verificano su uno specchio d'acqua o comunque in superfici lacustri o marine. Seguono un processo che può essere analogo a quello dei landspout, per cui sono originati da temporali di modesta intensità o addirittura da nubi cumuliformi di tipo congestus. La loro formazione è facilitata dall'assenza di ostacoli, da scarsi attriti con la superficie marina e dal costante apporto di energia anche in mancanza del sole da diverse ore. Per convenzione se una tromba marina invade una costa, può essere classificata come un tornado a tutti gli effetti.

### Diavolo di sabbia
Un altro fenomeno simile ma non generato da una nube temporalesca, è il diavolo di polvere (dust devil) detto anche "turbine di polvere" o "mulinello", una colonna d'aria ascensionale e in rotazione con sollevamento di polvere o sabbia. Si sviluppa solitamente in zone desertiche e semiaride o nei pomeriggi assolati durante l'estate quindi in situazioni di bel tempo. La sua formazione avviene con il riscaldamento del suolo e gli strati d'aria adiacenti, la convergenza originata dalle brezze locali fa partire le termiche e i moti convettivi grazie alla spinta di Archimede. Questo turbine di polvere può durare da pochi secondi a svariati minuti, i diametri variano da 3 a 30 metri e raggiungono altezze di qualche centinaio di metri a seconda del profilo termico verticale preesistente. Un fenomeno simile può manifestarsi anche su una superficie innevata come diavolo di neve.

## Incidenza delle trombe d'aria

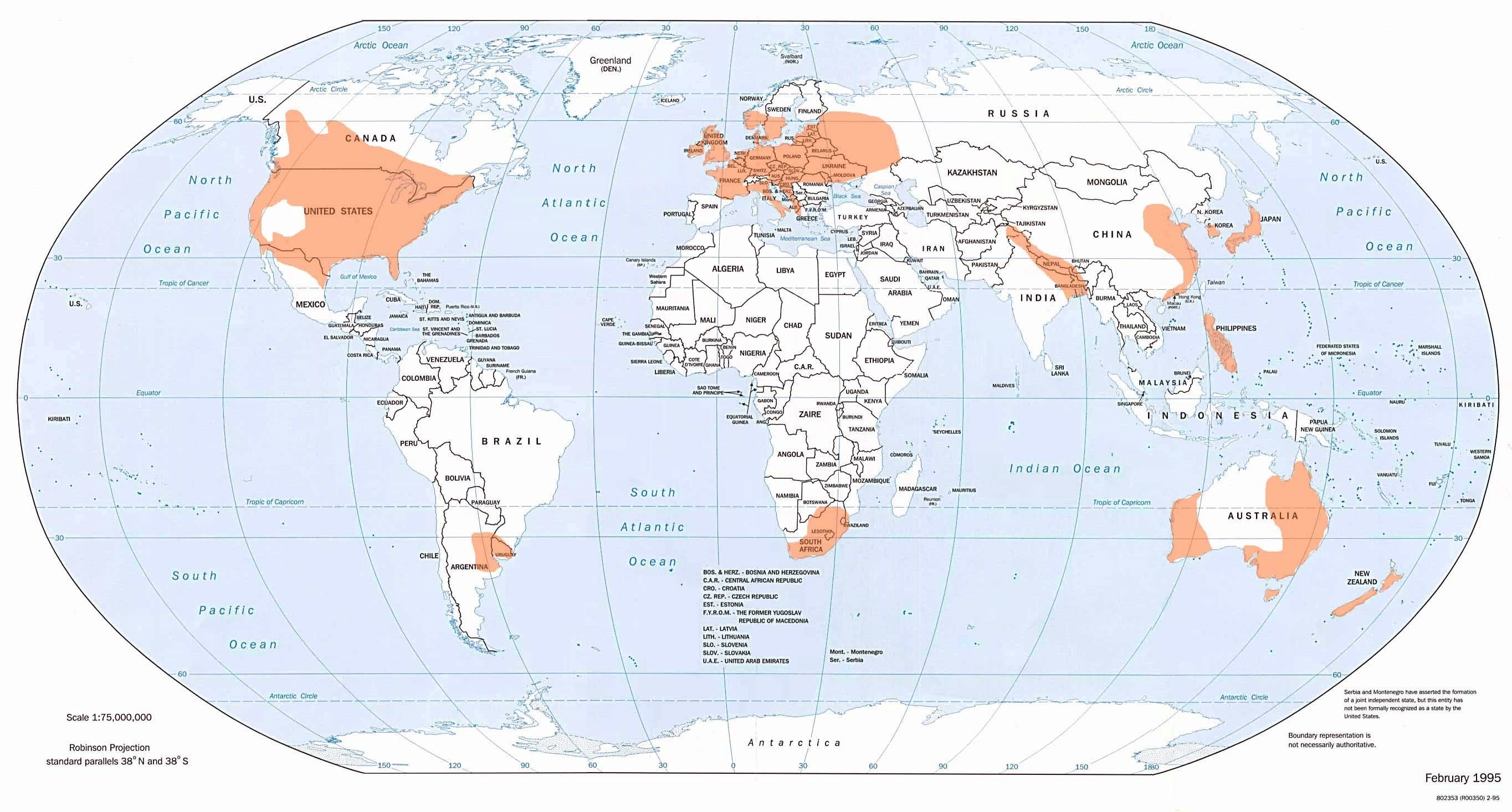
Le aree di maggior incidenza delle trombe d'aria (mappa NOAA)

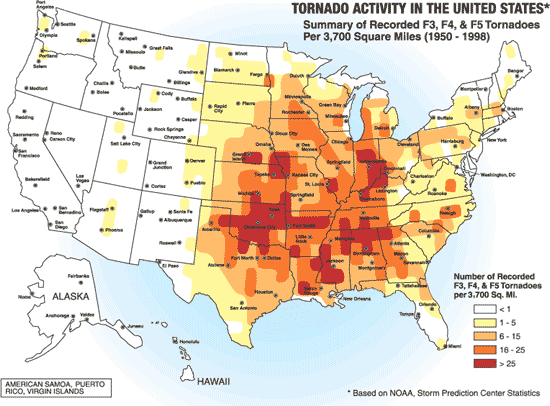
La Tornado Alley

Il fenomeno tornadico può verificarsi ovunque escludendo le zone polari, ma si presenta con maggior frequenza in alcune zone geografiche che soddisfino le condizioni ottimali per il suo sviluppo. L'area geografica maggiormente esposta al fenomeno sono le pianure centrali degli Stati Uniti meglio nota come Tornado Alley (Viale dei Tornado), precisamente il Nebraska, Kansas, Oklahoma, Texas, Arkansas, Louisiana, Mississippi, Alabama, Tennessee, Missouri, Iowa, Illinois, Indiana e Kentucky, il maggiormente coinvolto è sicuramente l'Oklahoma. Queste zone sono comprese tra le catene delle Montagne Rocciose e gli Appalachi, dove interferiscono tre masse d'aria con caratteristiche differenti: la corrente fredda proveniente dal Canada, quella umida proveniente dal Golfo del Messico e quella in discesa dalle montagne rocciose che danno luogo a fronti secchi. Altri paesi particolarmente interessati da questo fenomeno sono il Canada, l'Australia, il Giappone e il Regno Unito.
Anche l'Italia rientra a pieno titolo nelle zone maggiormente interessate, a livello europeo è sorpassata solo dal Regno Unito e dai Paesi Bassi.  La pianura Padana presenta per certi versi un'analogia in scala minore della Tornado Alley, anche se ogni contesto ambientale e microclimatico dell'intero pianeta è sempre unico e "irripetibile" in qualsiasi altra parte e dev'essere studiato separatamente. La frequenza o Il "tempo di ritorno" di questi fenomeni potrebbe avere una dipendenza (diretta o indiretta) con il riscaldamento globale, l'argomento però è ancora controverso e tuttora oggetto di studi. Dal CNR è stata pubblicata una statistica sul territorio italiano suddiviso in macroregioni mettendo in relazione gli episodi più rilevanti, permettendo di definire le configurazioni favorevoli al loro sviluppo. Un altro contributo statistico lo abbiamo da "Tornado in Italia" fra il 2014 e il 2021, da Palmieri e Pulcini (1979) fra il 1946 e il 1973 e da Giaiotti et (2007) fra il 1991 e il 2000.
La probabilità che una tromba d'aria colpisca una determinata zona può essere valutata secondo la seguente relazione:
{\displaystyle \ P=a{\frac {n}{S}}}
Dove P è la probabilità annuale che un punto nella regione S sia colpito da una tromba d'aria; a è l'area della regione interessata S; n è la frequenza annuale di trombe d'aria sulla regione S. L'area presa in considerazione varia da paese a paese.

### Gli episodi più rilevanti nella storia

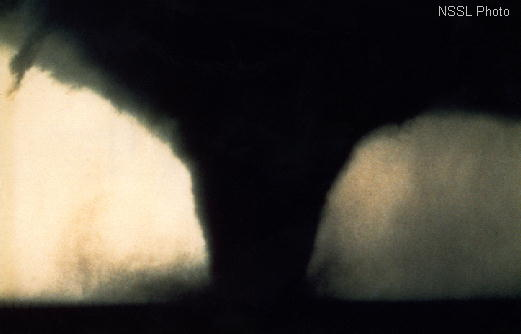
Un violento tornado fotografato a Seymour, Texas

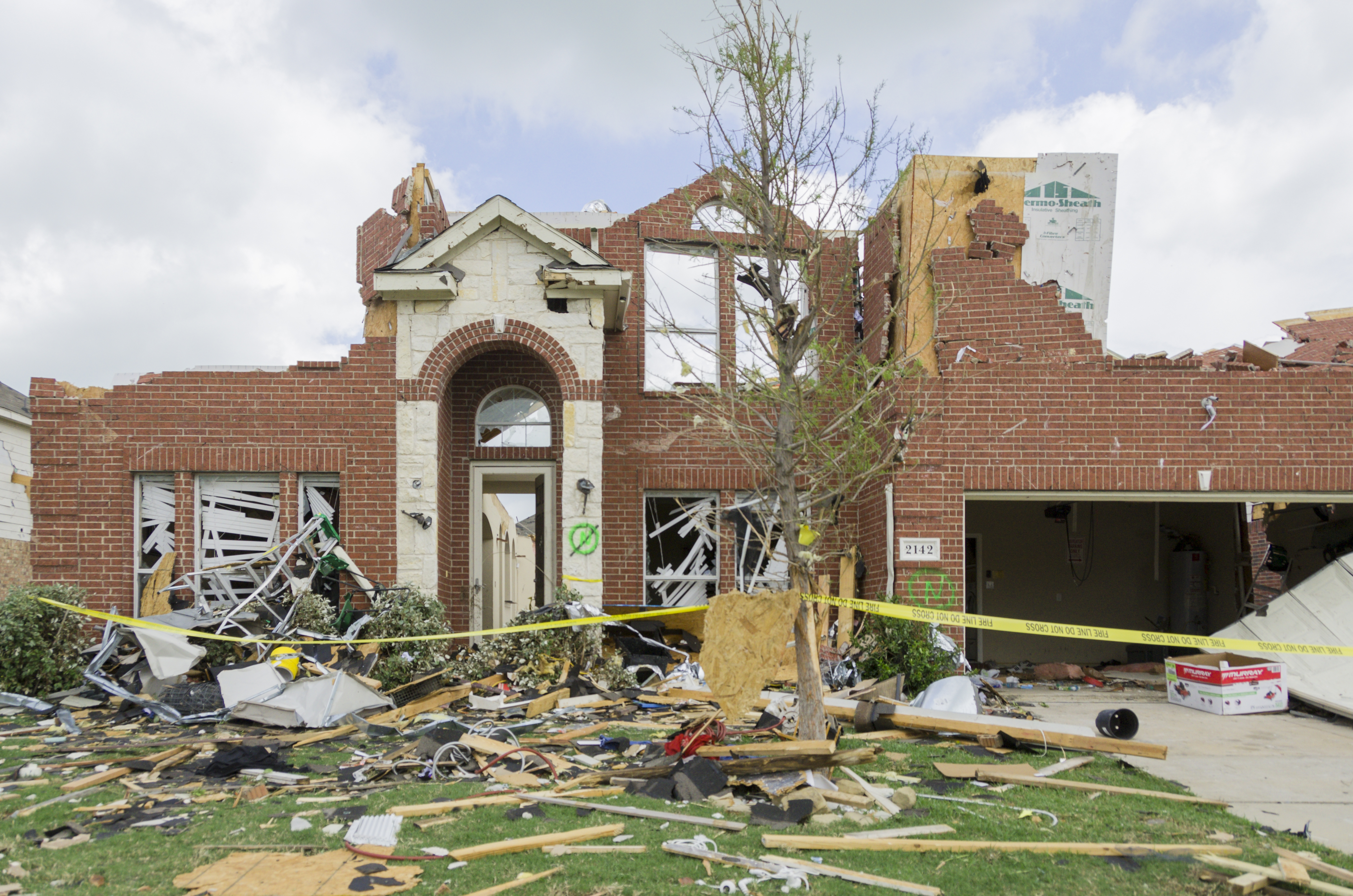
Un'abitazione danneggiata da un tornado a Forney, Texas

- Tra le trombe d'aria più distruttive in assoluto troviamo il tragicamente famoso Tri-State Tornado (il Tornado dei tre Stati) che si abbatté il 18 marzo1925 a Ellington (Missouri) e proseguì la sua corsa distruttiva fino a Princeton, Indiana attraversando tutto l'Illinois. Questo devastante tornado che coinvolse i tre Stati USA (da cui il nome) e si stima sia stato il più longevo della storia, durò circa 3 ore e mezzo, e percorse un tragitto di ben 350 km con punte di velocità di 117 km/h. Classificato EF5/F5 alle scale Fujita portò alla morte 695 persone.[6]
- Un "Super Outbreak" fu registrato negli Stati Uniti e alcune parti del Canada nei giorni 3 e 4 aprile 1974 quando una perturbazione disseminò 148 tornado in ben 13 stati, tra cui Indiana, Ohio, Kentucky e Alabama. con 23 tornado F4 e 7 di scala F5. 335 persone morirono e oltre 5.300 vennero ferite.[109][110]
- Il 1997 il villaggio texano di Jarrell fu teatro di un altro outbreak, che nella sola giornata del 27 maggio generò ben 20 tornado, tra cui uno di categoria F5, con la peculiarità di una velocità di spostamento molto bassa e condizioni atmosferiche non propriamente favorevoli per questi eventi. Una devastazione totale, con una profonda "cicatrice" nel terreno con asportazione del manto stradale, delle case rimasero soltanto le fondamenta. Persero la vita 27 persone.[111][112]
- Il 3 maggio 1999 lo stato dell'Oklahoma, in USA, è stato colpito da un outbreak di 74 tornado, uno dei quali è stato soprannominato "F6" in realtà classificato ufficialmente F5 dai meteorologi con venti di 512 km/h (321 mph) i venti più veloci mai registrati nella storia.
- Tra il 25 e il 28 aprile 2011 il più grande sciame di tornado della storia conosciuto come il Super Outbreak del 2011 scatenò nella Dixie Alley 360 tornado in 4 giorni di cui oltre 200 il 27 aprile tra cui 11 tornado EF4 e 4 tornado EF5. Perirono oltre 300 persone.
- Il 22 maggio 2011 la città di Joplin fu colpita da un violento tornado di categoria EF5 che provocò 161 vittime e più di 900 feriti e 8000 edifici distrutti.[113]
- Il 20 maggio 2013 un tornado classificato come EF5 ha devastato la periferia di Oklahoma City, causando 24 morti.[114]
- il 31 maggio 2013 a El Reno con 8 morti e 151 feriti ma soprattutto sono venuti a mancare meteorologi professionisti durante la fuga dopo aver posizionato le loro sonde: Tim Samaras, assieme a lui il figlio Paul e il collaboratore Carl Young, nella "Reuter Road" luogo dell'incidente a sud/est di El Reno si trova il "TWISTEX Memorial" in memoria di Tim, Paul e Carl. Il wedge-tornado raggiunse i 4.2 km di larghezza e dai radar doppler furono registrati venti di 504 km/h i secondi più forti mai registrati, ma al suolo furono i subvortici i responsabili dei venti maggiori.[115][116]
- In data 11 dicembre 2021 una serie di tornado nel Midwest ha colpito sei stati americani, tra cui un EF4 responsabile di 57 vittime che ha raso al suolo la città di Mayfield.[117]
- Anche l'Italia ricorda degli eventi tragici legati al fenomeno delle trombe d'aria. Una delle maggiori fu la cosiddetta "Tromba del Montello" verificatasi il 24 luglio 1930 presso il comune di Volpago del Montello (provincia di Treviso) nel cui tragitto di 80 km percorso in 84 minuti costò la vita a 23 persone.[118][119]
- Una grande tromba d'aria investì anche il padovano e la Laguna di Venezia l'11 settembre 1970, dove un F4 generatosi sui Colli Euganei raggiunse la città lagunare per poi esaurirsi nel litorale del Cavallino lasciandosi alle spalle ben 36 vittime.[120]
- L'8 luglio 2015 una violenta tromba d'aria, di grado EF3[121] della Scala Fujita avanzata, si abbatté nella Riviera del Brenta.[122]

Per i dettagli e la serie storica si rimanda a "Trombe d'aria in Italia"

## Le trombe d'aria nella cultura di massa
In quanto fenomeni meteorologici altamente spettacolari e distruttivi, i tornado hanno da sempre attratto, oltre che schiere di appassionati di fenomeni estremi, anche l'immaginario collettivo, specie là dove compaiono con una certa frequenza e distruttività. Un noto film che tratta di tornado e cacciatori di tornado è Twister. 
Anche ne Il Mago di Oz di Lyman Frank Baum è un ciclone a trasportare la protagonista Dorothy e il suo cagnolino Toto nel mondo magico